# Life (album Ricky’ego Martina)
Life to ósmy album studyjny portorykańskiego piosenkarza Ricky’ego Martina, trzeci album anglojęzyczny w jego karierze. Światowa premiera płyty odbyła się 10 października 2005 roku.

## Single
- „I Don’t Care"/Que más dá” (wydany 13 września 2005)
- „Drop It on Me” (wyd. 22 listopada 2005)
- „It’s Alright"/"Déjate llevar” (wyd. 7 marca 2006)

## Lista utworów
Edycja standardowa
| Numer | Tytuł                                                  | Czas trwania |
| ----- | ------------------------------------------------------ | ------------ |
| 1.    | „Til I Get to You”                                     | 4:56         |
| 2.    | „I Won’t Desert You”                                   | 3:49         |
| 3.    | „I Don’t Care” (featuring Fat Joe & Amerie)            | 3:48         |
| 4.    | „Stop Time Tonight”                                    | 4:00         |
| 5.    | „Life”                                                 | 4:07         |
| 6.    | „I Am” (featuring Voltio)                              | 3:31         |
| 7.    | „It’s Alright”                                         | 3:31         |
| 8.    | „Drop It on Me” (featuring Daddy Yankee & Taboo)       | 3:54         |
| 9.    | „This Is Good”                                         | 3:35         |
| 10.   | „Save the Dance”                                       | 4:04         |
| 11.   | „Que más da (I Don’t Care)” (Luny Tunes Reggaeton Mix) | 3:29         |
| 12.   | „Déjate llevar (It’s Alright)”                         | 3:34         |

iTunes Store deluxe edition
| Numer | Tytuł         | Czas trwania |
| ----- | ------------- | ------------ |
| 13.   | „Sleep Tight” | 3:50         |

Francuska/belgijska reedycja albumu z 2006 roku
| Numer | Tytuł                                | Czas trwania |
| ----- | ------------------------------------ | ------------ |
| 13.   | „It’s Alright” (featuring M. Pokora) | 3:22         |

## Daty wydania
| Region            | Data                 | Wytwórnia |
| ----------------- | -------------------- | --------- |
| Europa            | 10 października 2005 | Columbia  |
| Stany Zjednoczone | 11 października 2005 | Columbia  |
| Japonia           | 19 października 2005 | Columbia  |